# فريدريك كارل شميت
فريدريك كارل شميت (بالألمانية: Friedrich Karl Schmidt)‏ هو رياضياتي ألماني، ولد في 22 سبتمبر 1901 في دوسلدورف في ألمانيا، وتوفي في 25 يناير 1977 في هايدلبرغ في ألمانيا.